# Clémence Grimal
Clémence Grimal (* 4. März 1994 in Figeac) ist eine ehemalige französische Snowboarderin. Sie startete in der Disziplin Halfpipe.

## Werdegang
Grimal fuhr im März 2009 in Valmalenco ihr erstes FIS Weltcuprennen, welches sie auf dem neunten Platz beendete. Im Dezember 2010 siegte sie bei den Iceripper Junior-Open in Laax. Beim O’Neill Evolution 2013 in Davos belegte sie den zweiten Platz. Im Dezember 2013 erreichte sie mit dem dritten Rang in Ruka ihre erste Podestplatzierung im FIS-Weltcup. Bei ihrer ersten Olympiateilnahme 2014 in Sotschi kam sie auf den 14. Platz. Im Januar 2015 gewann sie bei den Snowboard-Weltmeisterschaften 2015 am Kreischberg die Bronzemedaille. In der Saison 2015/16 wurde sie Sechste bei den Laax Open in Laax und belegte den dritten Platz beim Weltcup in Sapporo. Bei den Snowboard-Weltmeisterschaften 2017 in Sierra Nevada gewann sie die Bronzemedaille. Ihren letzten internationalen Wettbewerb absolvierte sie bei den Olympischen Winterspielen 2018 in Pyeongchang. Dort kam sie auf den 24. Platz.